# Chester Lyman
Pour les articles homonymes, voir Lyman (homonymie).
Chester Smith Lyman (13 janvier 1814-29 janvier 1890) est un professeur, pasteur et astronome américain. 

## Enfance et éducation
Il est né à Manchester, Connecticut de Chester et Mary Smith Lyman. Chester est le descendant de Richard Lyman, un colon arrivé en Amérique en 1631. L'éducation précoce de Chester était dans une école de campagne, mais à un jeune âge, il a montré un fort intérêt pour l'astronomie et les sciences. En 1833, il est admis à Yale et obtient son diplôme en 1837. Il était rédacteur en chef du Yale Literary Magazine et membre des Skull and Bones.  Il a été pendant deux ans directeur de l'école Ellington, puis a étudié la théologie à l'Union Theological Seminay et à Yale. Pour des raisons de santé, il a alors commencé à voyager.  
En 1846, il partit pour Hawaï et y resta un an.  À Hawaï, il a rendu visite à des missionnaires, dont son lointain cousin David Belden Lyman. En 1847, il a navigue en Californie. Là, il cartographie les ranchs et les villes. Pendant quelques mois, il rejoint la California Gold Rush, puis reprend son travail de prospection. En 1850, il se marie à Delia W. Wood et s'installe à New Haven.  Le couple a eu six enfants, dont quatre survivront à l'âge adulte. 

## Carrière
Il est devenu professeur de mécanique industrielle et de physique à la Sheffield Scientific School de Yale, et était considéré comme un éminent universitaire. Il a inventé l'instrument de transit combiné et le télescope zénithal qui ont été utilisés pour déterminer la latitude, y compris celle d'Hawaï.  Il faisait partie du conseil d'administration de l'Observatoire de Yale et, en décembre 1866, il fut le premier à observer le délicat anneau de lumière entourant Vénus lorsque la planète est en conjonction inférieure. Cette observation a permis de confirmer la présence d'une atmosphère autour de la planète.  Il a breveté une conception pour une machine à vagues en 1867.  En 1871, il devint professeur d'astronomie et de physique dans la même institution, puis exclusivement d'astronomie en 1884 alors que sa santé commençait à décliner. Il a pris sa retraite en tant que professeur émérite en 1889.  Il est devenu directeur de l'Observatoire de Yale et a occupé ce poste jusqu'à sa mort,. Il est décédé en 1890 des suites d'un accident vasculaire cérébral qui l'a affaibli pendant les deux dernières années de sa vie. 
Chester Lyman était membre de la Connecticut Academy of Arts and Sciences et membre honoraire de la British Association for the Advancement of Science. Il a été président de la Connecticut Academy of Arts and Sciences pendant 20 ans. Son fils, Chester W. Lyman, a créé la série de conférences Chester S. Lyman à Yale en mémoire de son père.  